# Conor Benn
Conor Nigel Benn, né le 28 septembre 1996 à Greenwich en Angleterre, est un boxeur professionnel britannique.
Il est le fils de l’ancien champion de boxe Nigel Benn.

## Liste des combats professionnels
| 24 combats      | 23 victoires | 1 défaites |
| Avant la limite | 14           | 0          |
| Sur décision    | 9            | 1          |

| Décision possible : KO • TKO (KO technique) • UD (décision aux points unanime) • MD (décision aux points majoritaire) • SD (décision aux points partagée) • D (match nul) • NC (sans décision) • RTD (abandon) |        |                    |      |        |                    |                            |                                                              |
| Résultat | Record | Adversaire         | Type | Round  | Date               | Lieu                       | Notes                                                        |
| Défaite | 23-1   | Chris Eubank, Jr.  | UD   | 12     | 26 avril 2025      | Tottenham Stadium, Londres |                                                              |
| Victoire | 23-0   | Peter Dobson       | UD   | 12     | 3 février 2024     | Paradise, Nevada           |                                                              |
| Victoire | 22-0   | Rodolfo Orozco     | UD   | 10     | 23 septembre 2023  | Orlando, Floride           |                                                              |
| Victoire | 21-0   | Chris van Heerden  | TKO  | 2 (12) | 16 avril 2022      | Manchester, Angleterre     | Conserve le titre WBA Continental (Europe) des poids welter. |
| Victoire | 20-0   | Chris Algieri      | KO   | 4 (12) | 11 décembre 2021   | Liverpool, Angleterre      | Conserve le titre WBA Continental (Europe) des poids welter. |
| Victoire | 19-0   | Adrián Granados    | UD   | 12     | 4 septembre 2021   | Leeds, Angleterre          | Conserve le titre WBA Continental (Europe) des poids welter. |
| Victoire | 18-0   | Samuel Vargas      | TKO  | 1 (12) | 10 avril 2021      | Londres                    | Conserve le titre WBA Continental (Europe) des poids welter. |
| Victoire | 17-0   | Sebastian Formella | UD   | 10     | 21 novembre 2020   | Londres, Angleterre        | Conserve le titre WBA Continental (Europe) des poids welter. |
| Victoire | 16-0   | Steve Jamoye       | TKO  | 4 (10) | 26 octobre 2019    | Londres, Angleterre        | Conserve le titre WBA Continental (Europe) des poids welter. |
| Victoire | 15-0   | Jussi Koivula      | TKO  | 2 (10) | 21 juin 2019       | Londres, Angleterre        | Conserve le titre WBA Continental (Europe) des poids welter. |
| Victoire | 14-0   | Josef Zahradnik    | PTS  | 8      | 20 avril 2019      | Londres, Angleterre        | Conserve le titre WBA Continental (Europe) des poids welter. |
| Victoire | 13-0   | Cedrick Peynaud    | UD   | 10     | 28 juillet 2018    | Londres, Angleterre        | Remporte le titre WBA Continental (Europe) des poids welter. |
| Victoire | 12-0   | Chris Truman       | TKO  | 4 (6)  | 21 avril 2018      | Liverpool, Angleterre      |                                                              |
| Victoire | 11-0   | Cedrick Peynaud    | PTS  | 6      | 13 décembre 2017   | Londres, Angleterre        |                                                              |
| Victoire | 10-0   | Brandon Sanudo     | KO   | 2 (6)  | 11 novembre 2017   | New-York, États-Unis       |                                                              |
| Victoire | 9-0    | Nathan Clarke      | TKO  | 1 (6)  | 7 octobre 2017     | Manchester, Angleterre     |                                                              |
| Victoire | 8-0    | Kane Baker         | TKO  | 2 (6)  | 1er septembre 2017 | Londres, Angleterre        |                                                              |
| Victoire | 7-0    | Mike Cole          | TKO  | 3 (6)  | 1er juillet 2017   | Londres, Angleterre        |                                                              |
| Victoire | 6-0    | Steven Backhouse   | TKO  | 1 (4)  | 10 décembre 2016   | Manchester, Angleterre     |                                                              |
| Victoire | 5-0    | Ross Jameson       | PTS  | 6      | 24 septembre 2016  | Manchester, Angleterre     |                                                              |
| Victoire | 4-0    | Joe Ducker         | KO   | 2 (4)  | 10 décembre 2016   | Londres, Angleterre        |                                                              |
| Victoire | 3-0    | Lukas Radic        | KO   | 1 (4)  | 25 juin 2016       | Londres, Angleterre        |                                                              |
| Victoire | 2-0    | Luke Keleher       | PTS  | 4      | 28 mai 2016        | Glasgow, Écosse            |                                                              |
| Victoire | 1-0    | Ivailo Boyanov     | TKO  | 1 (4)  | 9 avril 2016       | Londres, Angleterre        |                                                              |